# FOSSGIS
Der FOSSGIS e. V.  (Abkürzung für Freie und Open Source Software für Geoinformationssysteme) ist ein im Januar 2001 gegründeter deutscher Verein mit dem Ziel, freie und quelloffene GIS-Software und freie Geodaten in Deutschland zu fördern. Der Verein ist ein Local Chapter (Ortsverband) der OSGeo und OpenStreetMap Foundation (OSMF), führte bis 2007 die FreeGIS-Datenbank und veranstaltet die FOSSGIS-Konferenz.

## Geschichte
Der Verein wurde im April 2000 als GRASS-Anwender-Vereinigung (GAV) gegründet. Im September 2008 erfolgte die Umbenennung in FOSSGIS e. V. Im deutschsprachigen Raum vertritt er seit dem September 2008 als Regionalverband die Open Source Geospatial Foundation (OSGeo).

## FreeGIS
Das seit 1999 geführte Portal FreeGIS, das eine zentrale Datenbank mit Informationen über freie GIS-Software und freie Geodaten sowie eine Mailingliste zu entsprechenden Softwareupdates führt, wurde im September 2007 von der GRASS-Anwender-Vereinigung übernommen und wird heute vom FOSSGIS betreut.

## OpenStreetMap
Im deutschen Raum nimmt der FOSSGIS e. V. administrative Aufgaben des Projektes OpenStreetMap (OSM) wahr und betreut unter anderem Verhandlungen mit Behörden und anderen Institutionen. Er betreibt auch den Server für die deutsche OSM-Community. Bei Veranstaltungen wie zum Beispiel dem LinuxTag organisiert der FOSSGIS Gemeinschaftsstände zusammen mit der OSM-Community.

## FOSSGIS-Konferenz

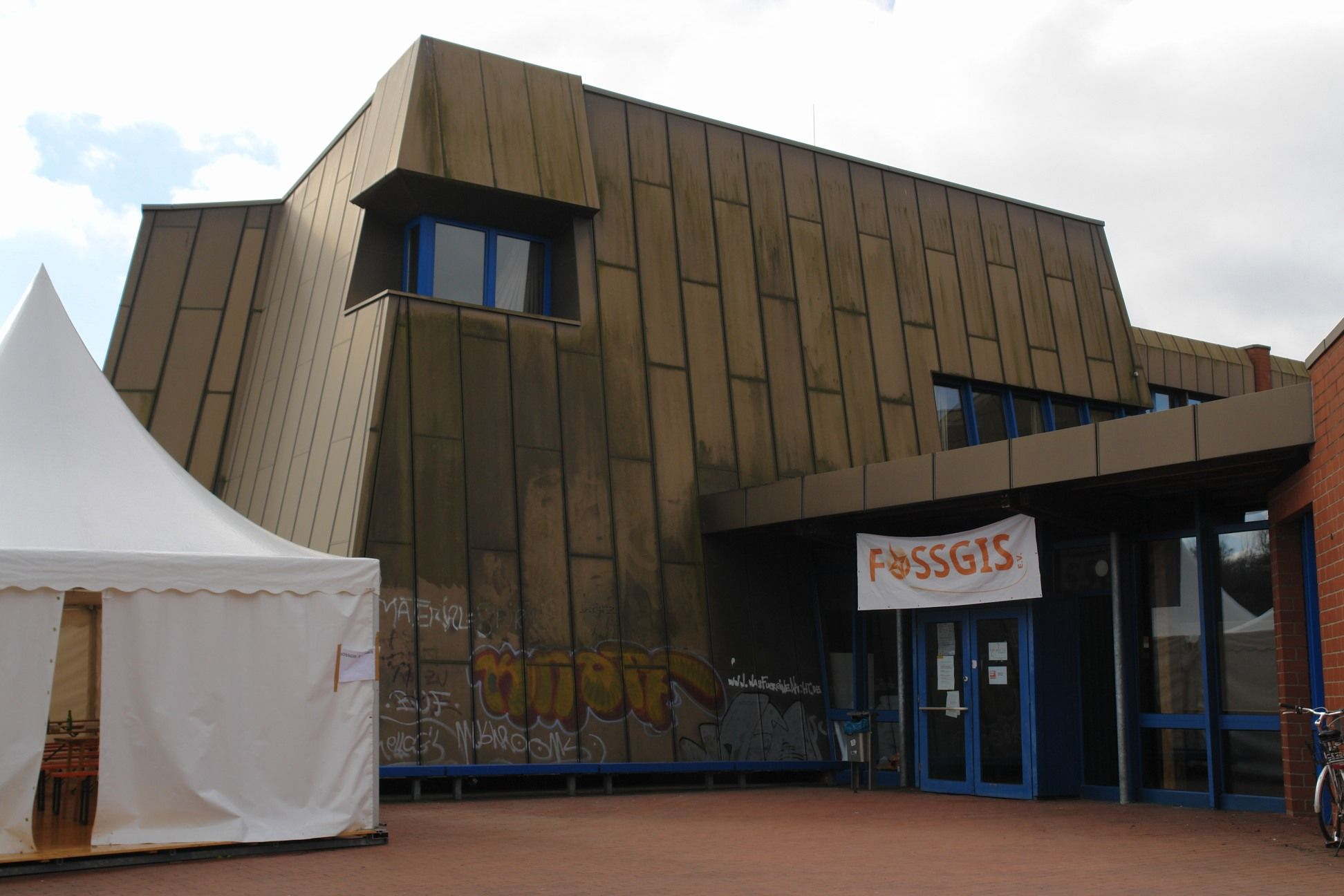
Eingangsbereich der FOSSGIS-Konferenz 2010, Universität Osnabrück

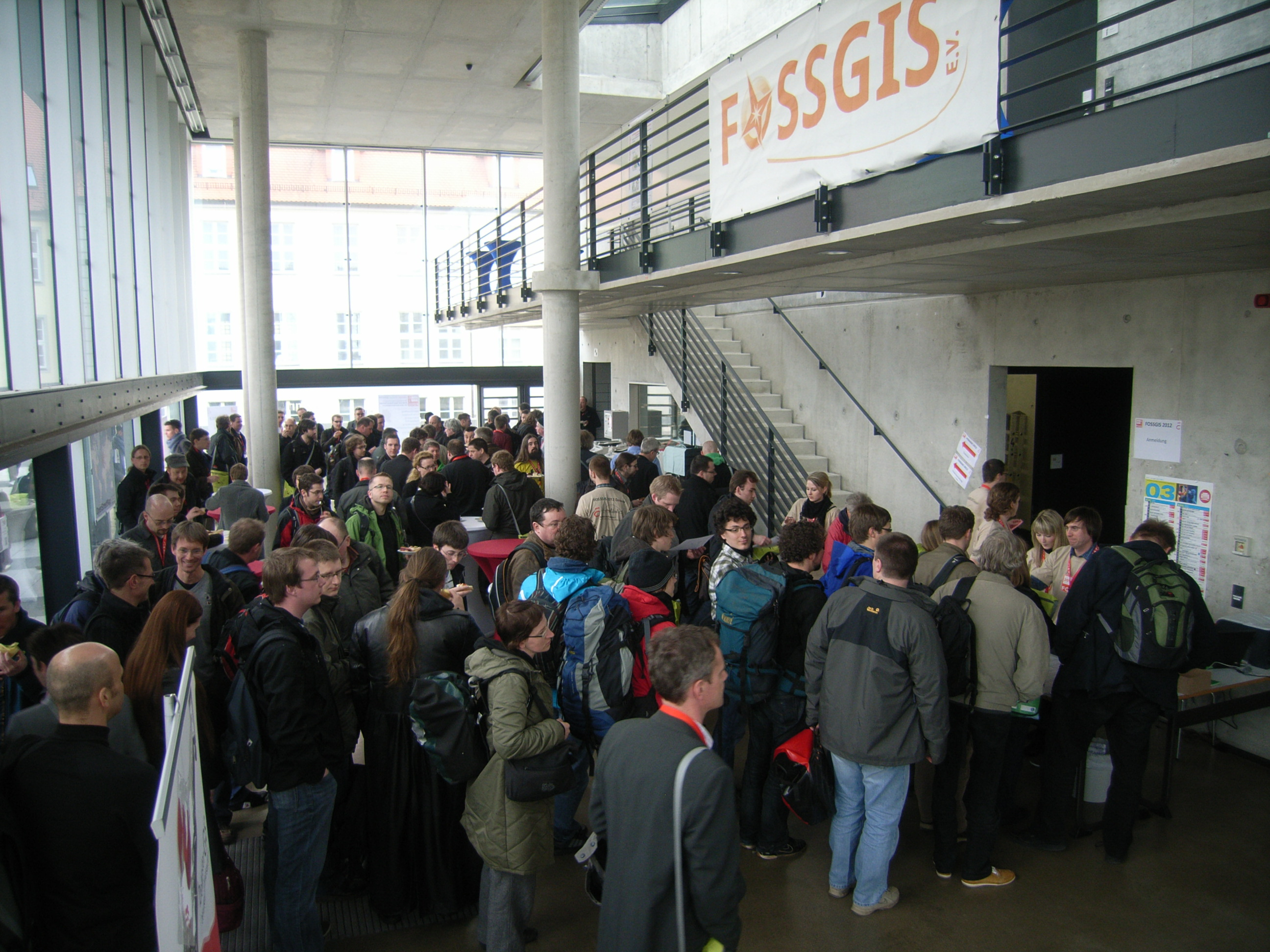
Anmeldebereich der FOSSGIS-Konferenz 2012, Hochschule Anhalt

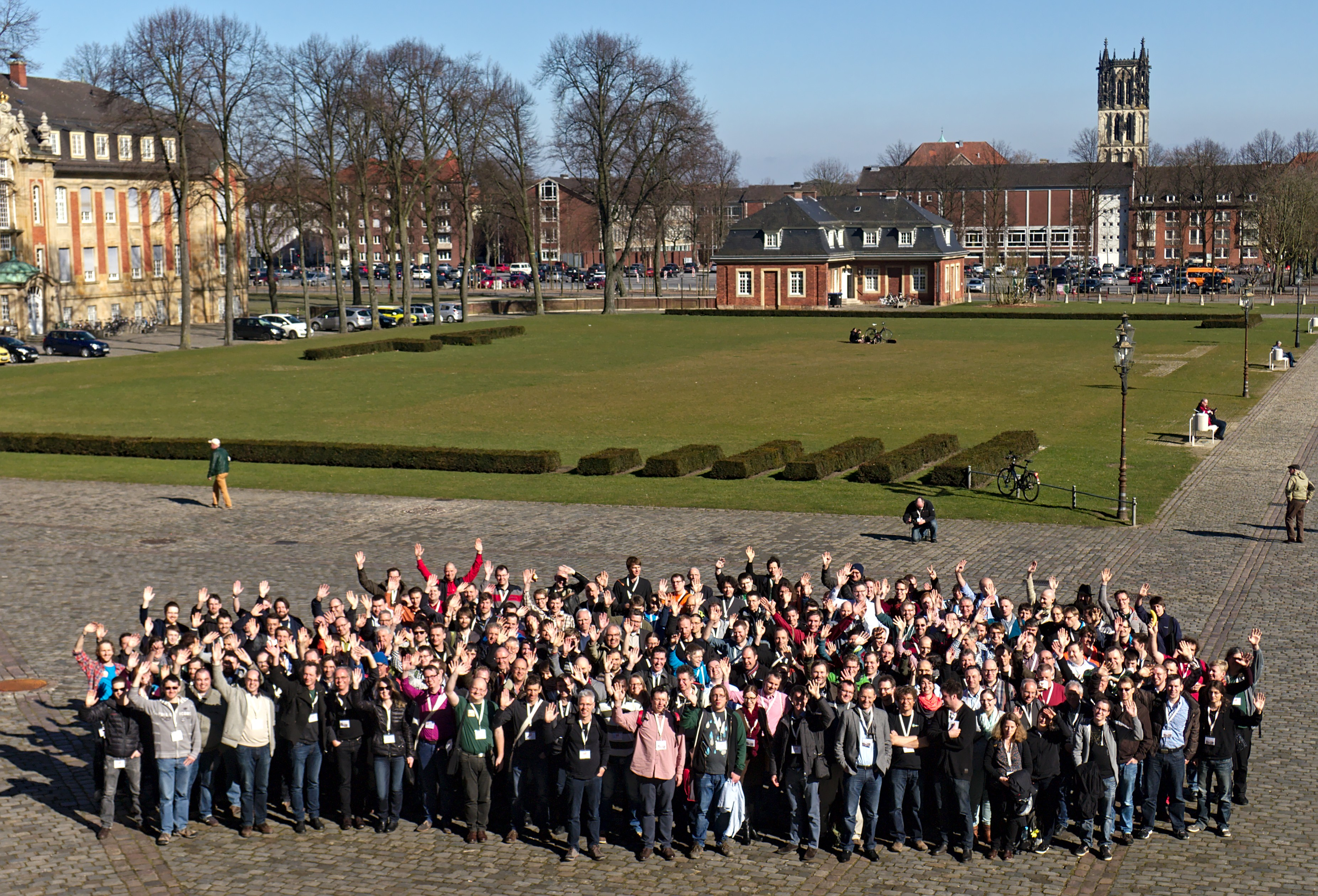
Teilnehmer der FOSSGIS-Konferenz 2015 vor dem Schloss in Münster

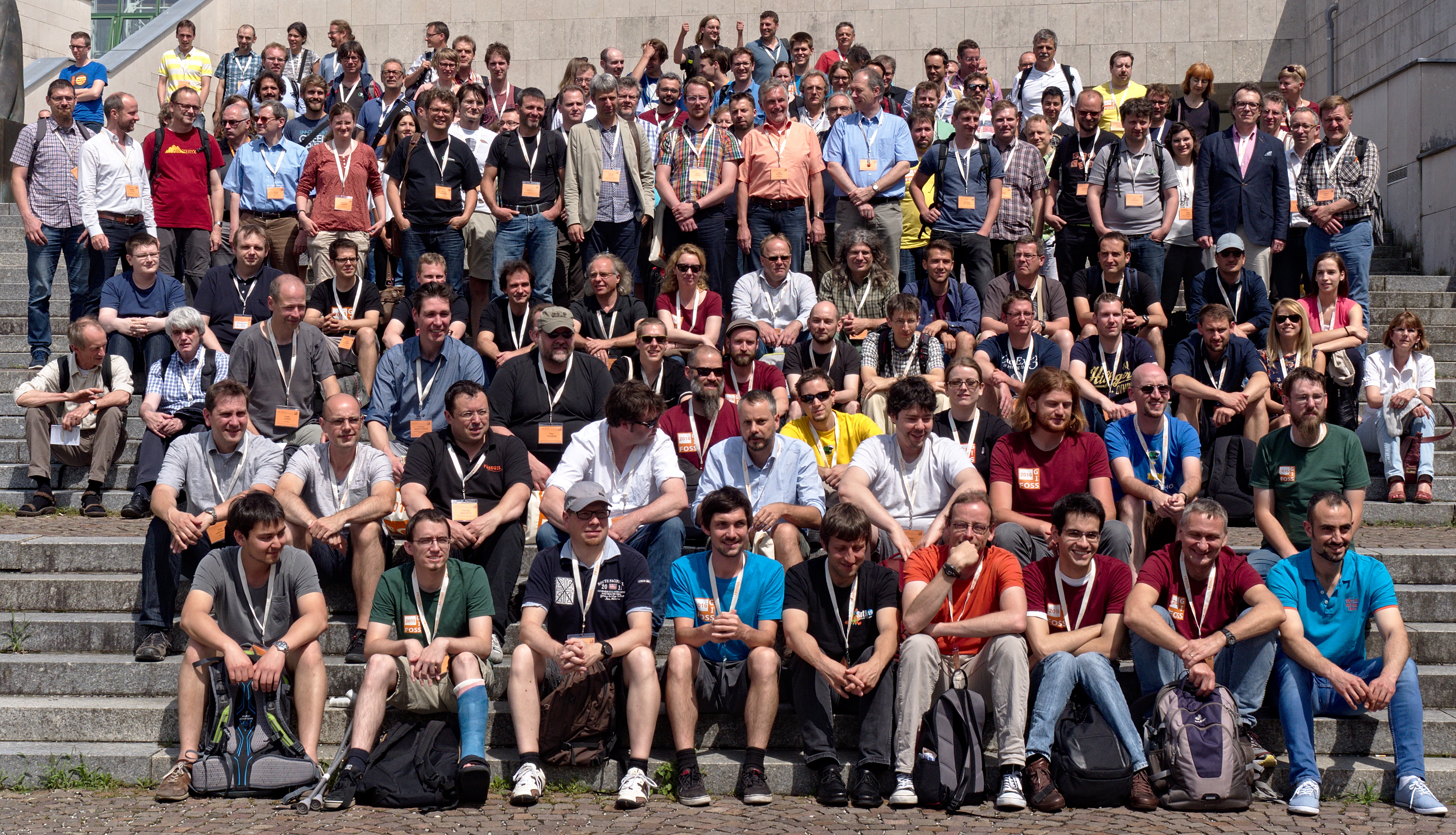
Gruppenfoto der Teilnehmer der FOSSGIS-Konferenz 2016 in Salzburg

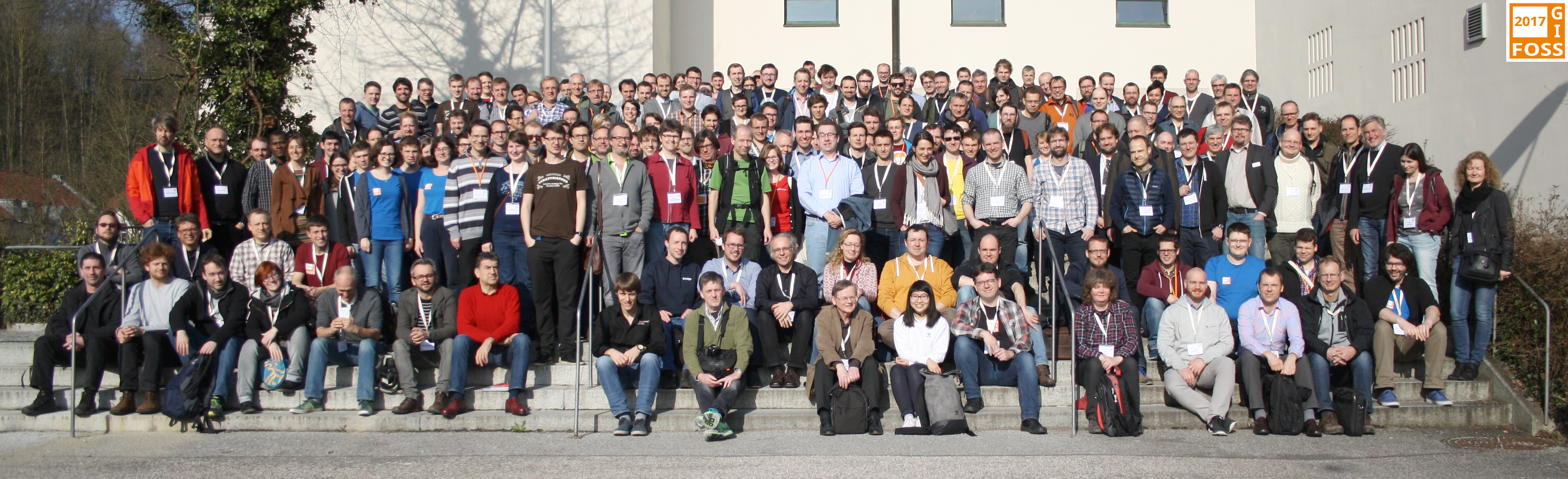
Gruppenfoto der Teilnehmer der FOSSGIS-Konferenz 2017 in Passau

Im Juni 2003 fand in Berlin ein erstes Anwendertreffen für Benutzer des Programmes UMN MapServer statt, danach folgten die ersten deutschsprachigen Anwenderkonferenzen von OSGeo. Diese fanden von 2003 bis 2005 unter dem Namen „UMN MapServer Anwenderkonferenz“ statt und verzeichneten steigende Teilnehmerzahlen. Auf den Konferenzen wurde nicht nur über den UMN MapServer gesprochen, sondern auch über andere freie GIS-Projekte, weshalb ab 2006 die Umbenennung in „FOSSGIS-Konferenz“ erfolgte. 2008 wurde der Verein das Local Chapter der OSGeo. Im Jahr 2010 erging erstmals eine Einladung über die Kanäle der deutschsprachigen OpenStreetMap Community, sich mit Vorträgen zu beteiligen, so dass inzwischen der FOSSGIS deren Förderer und Konferenz sowie schlussendlich 2017 das Local Chapter der OpenStreetMap Foundation geworden ist. Damit ist der Verein weltweit das einzige Local Chapter, in dem Geo-Software und -Daten eine Symbiose eingehen.
Stand 2024 nehmen erstmals über 1000 Teilnehmer an der jährlichen Konferenz über OpenStreetMap und Freie Geo-Software teil, die jeweils von Mittwoch bis Freitag stattfindet. Es werden immer parallel drei Vorträge und zwei Workshops angeboten. Für selbst organisierte Treffen sind zwei Räume verfügbar. Am ersten Abend bietet der Verein ein Social Event an, der zweite Abend dient dessen Jahreshauptversammlung mit der Wahl des Vorstandes. Am Samstag nach der großen Konferenz findet ein kostenloses Treffen der OpenStreetMap Community sowie ein Hackathon statt.
Seit dem Jahr 2011 werden alle parallelen Vorträge der Konferenzen durch das Video Operation Center (VOC) des Chaos Computer Club aufgezeichnet, live gestreamt, auf YouTube bereitgestellt und von der Technischen Informationsbibliothek archiviert. Der Stream kann unangemeldet verfolgt werden. Um Fragen an den Vortragenden zu posten, ist Anwesenheit oder eine Online-Anmeldung bei der Konferenz erforderlich.
| Name                                 | Datum                    | Ort                                                                | Besucher                 |
| ------------------------------------ | ------------------------ | ------------------------------------------------------------------ | ------------------------ |
| Anwendertreffen                      | 24. Juni 2003            | Berlin                                                             | 20                       |
| UMN MapServer Anwenderkonferenz 2003 | 30. September 2003       | Bonn                                                               | 90                       |
| UMN MapServer Anwenderkonferenz 2004 | 14. September 2004       | Hannover                                                           | 180                      |
| UMN MapServer Anwenderkonferenz 2005 | 8. Sep. – 9. Sep. 2005   | Hannover                                                           | 200                      |
| FOSSGIS-Konferenz 2006               | 29. März – 30. März 2006 | Bonn                                                               | 350                      |
| FOSSGIS-Konferenz 2007               | 13. März – 15. März 2007 | Berlin, Adlershof, Humboldt-Universität                            | 350                      |
| FOSSGIS-Konferenz 2008               | 1. April – 3. April 2008 | Freiburg im Breisgau                                               | 400                      |
| FOSSGIS-Konferenz 2009               | 17. März – 19. März 2009 | Hannover                                                           | 300–400                  |
| FOSSGIS-Konferenz 2010               | 2. März – 5. März 2010   | Osnabrück                                                          | 350–400                  |
| FOSSGIS-Konferenz 2011               | 5. April – 7. April 2011 | Heidelberg                                                         | 350–400                  |
| FOSSGIS-Konferenz 2012               | 20. März – 22. März 2012 | Dessau-Roßlau                                                      | 377                      |
| FOSSGIS-Konferenz 2013               | 12. Juni – 14. Juni 2013 | Rapperswil-Jona                                                    | 353                      |
| FOSSGIS-Konferenz 2014               | 19. März – 21. März 2014 | Berlin, Beuth Hochschule                                           | 536                      |
| FOSSGIS-Konferenz 2015               | 11. März – 13. März 2015 | Münster, Westfälischen Wilhelms-Universität                        | 459                      |
| FOSSGIS-Konferenz 2016               | 4. Juli – 8. Juli 2016   | Salzburg, Naturwissenschaftliche Fakultät der Universität Salzburg | 216                      |
| FOSSGIS-Konferenz 2017               | 22. März – 25. März 2017 | Passau, Universität Passau                                         | 215/238/211              |
| FOSSGIS-Konferenz 2018               | 21. März – 24. März 2018 | Bonn, Universität Bonn                                             | 467                      |
| FOSSGIS-Konferenz 2019               | 13. März – 16. März 2019 | Dresden, Hochschule für Technik und Wirtschaft Dresden             | 500                      |
| FOSSGIS-Konferenz 2020               | 11. März – 14. März 2020 | Freiburg, Albert-Ludwigs-Universität                               |                          |
| FOSSGIS-Konferenz 2021               | 6. Juni – 9. Juni 2021   | Rapperswil-Jona (virtuell)                                         | 604                      |
| FOSSGIS-Konferenz 2022               | 9. März – 12. März 2022  | Marburg, Phillips-Universität (virtuell)                           | 642                      |
| FOSSGIS-Konferenz 2023               | 15. März – 18. März 2023 | Berlin-Adlershof, Humboldt-Universität zu Berlin                   | 680 vor Ort + 250 online |
| FOSSGIS-Konferenz 2024               | 20. März – 23. März 2024 | Hamburg-Harburg, Technische Universität Hamburg                    | 680 vor Ort + 400 online |
| FOSSGIS-Konferenz 2025               | 26. März – 29. März 2025 | Münster, Westfälische Wilhelms-Universität                         |                          |

## GISLive

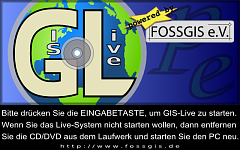
Bildschirmfoto: GISLive beim Booten

Bis 2010 wurden vom FOSSGIS das Projekt GISLive angeboten. Es handelte sich dabei um ein auf Debian basierendes Live-System, das vollständig aus freier und quelloffener Software und freien Geodaten bestand. Durch den Erfolg von OSGeoLive wurde das Projekt GISLive eingestellt und die Energie in OSGeoLive der Open Source Geospatial Foundation gesteckt. OSGeoLive basiert auf Lubuntu und enthält ausgewählte Projekte der OSGeo und weitere freie GIS-Software.
| Name        | Version | Datum         | Typ, Name, Anlass |
| ----------- | ------- | ------------- | ----------------- |
| GISLive     | 1.0     | 26. März 2008 | preview-edition   |
| GISLive     | 1.1     | 24. Sep. 2008 | preview-edition   |
| GISLive     | 1.2     | 06. Feb. 2009 | preview-edition   |
| GISLive     | 1.3     | 06. Feb. 2010 | preview-edition   |
| → OSGeoLive |         |               |                   |

### Freie GIS-Software
- OSGeoLive – freie GIS-Software und Geodaten auf DVD, von OSGeo
- GIS-Knoppix – freie GIS-Software, Live-System basierend auf Knoppix
- Projekt DebianGIS im Wiki von Debian (englisch)
- Projekt UbuntuGIS im Wiki von Ubuntu (englisch)